# Claude Loiselle
Claude Loiselle (* 29. května 1963, Ottawa, Kanada) je bývalý kanadský hokejový útočník, který v letech 1981 až 1994, tedy celých 13 sezón, hrál v NHL (National Hockey League). Za celou svoji kariéru odehrál celkem 616 zápasů, přičemž hrál za Detroit Red Wings, New Jersey Devils, Quebec Nordiques, Toronto Maple Leafs a New York Islanders. Za tu dobu dokázal dát 92 gólů a 117 asistencí.
Oficiálně se stal profesionálním hráčem v průběhu sezóny 1982–1983. O pár let později, v roce 1986, se stal s týmem Adirondack Red Wings vítězem Calderova poháru v American Hockey League. V té době již hrál i v NHL za Detroit Red Wings. V roce 1992, kdy zahájil své vysokoškolské studium, již hrál za New York Islanders. I přes své nadšení pro hokej školu dokončil a odešel z ní až s právnickým titulem, to bylo v roce 1998. V té době se již ale jako hráč hokeje neangažoval.
Z NHL odešel po sezóně 1993–1994. Místo toho nastoupil na post náměstka generálního ředitele pro Tampa Bay Lightning a generálního ředitele Lightning AHL affiliate na Norfolk Admirals. Loiselle strávil sedm let jako zástupce ředitele hokejových operací pro NHL.

Dne 29. května 2010, Loiselle souhlasil s podmínkami na smlouvu s Maple Leafs jako jejich asistent generálního manažera, což by znamenalo, že by pracovat po boku Briana Burkena, Na tomto postu pracoval čtyři roky.
Dne 22. července 2014 Maple Leafs oznámily, že Loiselle vyhodili. Od té doby se již Loiselle v hokeji neangažoval a na veřejnosti se již moc neobjevuje.